# تاريخ الأبجدية
يعود تاريخ الكتابة الأبجدية إلى نظام الكتابة الساكنة المستخدم في اللغات السامية في بلاد الشام في الألفية الثانية قبل الميلاد. تعود معظم الأبجدية تقريبًا المستخدمة في جميع أنحاء العالم اليوم تعود في النهاية إلى هذه الأبجدية الأولية السامية. وتعود أصول تلك الأبجدية إلى الأبجدية السينائية الأولية حوالي 1850 ق.م التي تم تطويرها في مصر القديمة كلغة للعمال والعبيد الناطقين بالسامية في مصر.
غير الماهرين في النظام الهيروغليفي المعقد المستخدم لكتابة اللغة المصرية. والذي تطلب عددًا كبيرًا من الصور التوضيحية، اختاروا عددًا صغيرًا من تلك التي يشيع رؤيتها في محيطهم المصري لوصف الأصوات، على عكس القيم الدلالية، للغة الكنعانية. تأثرت هذا الأبجدية جزئياً بالكتابة الهيراطيقية المصرية الأقدم، وهي رموز مبسطة للهيروغليفية المصرية.
بشكل رئيسي من خلال الكتابة العربية الجنوبية القديمة، الفينيقية، العبرية ولاحقًا الآرامية، أربعة أعضاء مرتبطين ارتباطًا وثيقًا من عائلة الأبجديات السامية التي كانت مستخدمة خلال أوائل الألفية الأولى قبل الميلاد، أصبحت الأبجدية السامية أصل أنظمة الكتابة المتعددة عبر الشرق الأوسط وأوروبا وشمال إفريقيا وجنوب آسيا.
يميز بعض المؤلفين المعاصرين بين الأبجديات الساكنة من النوع السامي، والتي تسمى «الأبجد» منذ عام 1996، و«الأبجديات الحقيقية» بالمعنى الضيق، المعيار المميز هو أن الأبجديات الحقيقية تقوم دائمًا بتعيين رموز لكل من الحروف الساكنة والحروف المتحركة على قدم المساواة، في حين أن الرموز في الأبجديات الساكنة تشمل فقط الحروف الساكنة. (قد تستخدم الأبجدية غير النقية علامات التشكيل أو بعض الرموز لتمثيل أحرف العلة) فإن الأبجدية الحقيقية الأولى ستكون الأبجدية اليونانية، والتي تم تكييفها من الأبجدية الفينيقية ولكن لا يعتقد جميع العلماء واللغويين أن هذا هو يكفي لتجريد المعنى الأصلي للأبجدية من المعنى الأصلي الذي يحتوي على أحرف العلة والحروف الساكنة. الأبجدية اللاتينية الأكثر استخدامًا اليوم. مشتقة بدورها من الأبجدية الأترورية واليونانية، وهي نفسها مشتقة من الفينيقية.

## سلف
هناك كتابان موثَّقان جيدًا يعودان إلى ما قبل نهاية الألفية الرابعة قبل الميلاد: الكتابة المسمارية لبلاد الرافدين والكتابة الهيروغليفية المصرية. تم استخدام الهيروغليفية بثلاث طرق في النصوص المصرية القديمة: مثل تسجيلات إيديوغرامات (إيديوغرامات) التي تمثل كلمة تدل على كائن تصوره الهيروغليفية؛ أكثر شيوعًا مثل التسجيلات الصوتية التي تكتب صوتًا أو سلسلة من الأصوات؛ وكمحددات (توفر أدلة على المعنى دون كتابة الأصوات مباشرة). نظرًا لأن حروف العلة كانت في الغالب غير مكتوبة، فقد تم استخدام الحروف الهيروغليفية التي تشير إلى حرف ساكن واحد كأبجدية ساكن (أو «أبجد»). لم يتم ذلك عند كتابة اللغة المصرية، ولكن يبدو أنه كان له تأثير كبير على إنشاء الأبجدية الأولى (المستخدمة لكتابة لغة سامية). جميع الأبجديات اللاحقة في جميع أنحاء العالم إما تنحدر من هذه الأبجدية السامية الأولى، أو مستوحاة من أحد أحفادها (أي «انتشار التحفيز»)، مع استثناء محتمل للأبجدية المرَّوية، وهي تكيف من القرن الثالث قبل الميلاد للكتابة الهيروغليفية في النوبة جنوب مصر. قد تكون أبجدية رونغورونغو لجزيرة الفصح أيضًا أبجدية تم اختراعها بشكل مستقل، ولكن لا يُعرف عنها سوى القليل جدًا للتأكد.

## الأبجديات المتوافقة

### الأبجدية السامية
لم يتم بعد فك رموز الأبجدية السينائية الأولية لمصر بالكامل. ومع ذلك، قد تكون أبجدية وربما تسجل اللغة الكنعانية. تم العثور على أقدم الأمثلة على أنها رسومات جرافيتي في وادي الهول ويرجع تاريخها إلى 1850 قبل الميلاد على الأرجح. يوضح الجدول أدناه نماذج افتراضية للأبجدية الفينيقية بالهيروغليفية المصرية. تم اقتراح عدة مراسلات بأحرف سينائية أولية.
| F1 |

| F1 |

| O1 |

| O1 |

| T14 |

| T14 |

| O31 |

| O31 |

| A28 |

| A28 |

| T3 |

| T3 |

| Z4 |

| Z4 |

| O6 |

| O6 |

| F35 |

| F35 |

| D42 |

| D42 |

| D46 |

| D46 |

| S39 |

| S39 |

| N35 |

| N35 |

| I10 |

| I10 |

| R11 |

| R11 |

| D4 |

| D4 |

| D21 |

| D21 |

| M22 |

| M22 |

| V24 |

| V24 |

| D1 |

| D1 |

| T9A |

| T9A |

| Z9 |

| Z9 |

قامت هذه الأبجدية السامية بتكييف الحروف الهيروغليفية المصرية لكتابة القيم الساكنة بناءً على الصوت الأول لاسم سامي للشيء الذي يصوره الهيروغليفية («مبدأ الأكروفونية»). لذلك، على سبيل المثال، تم استخدام الهيروغليفية بر («منزل» باللغة المصرية) لكتابة الصوت [b] في السامية، لأن [b] كان أول صوت في الكلمة السامية لكلمة «بيت»، بيت. [14] تم استخدام الأبجدية بشكل متقطع فقط، واحتفظ بطبيعته التصويرية، لمدة نصف ألف عام، حتى تم اعتماده للاستخدام الحكومي في كنعان. كانت الدول الكنعانية الأولى التي استخدمت الأبجدية على نطاق واسع هي دول المدن الفينيقية، وبالتالي فإن المراحل اللاحقة من الأبجدية الكنعانية تسمى الفينيقية. كانت المدن الفينيقية دولًا بحرية في مركز شبكة تجارية واسعة وسرعان ما انتشرت الأبجدية الفينيقية في جميع أنحاء البحر الأبيض المتوسط. كان لنوعين من الأبجدية الفينيقية تأثير كبير على تاريخ الكتابة: الأبجدية الآرامية والأبجدية اليونانية.

يشك العلماء أن الكتابات التي وجدت في مصر في العصر البرونزي الوسيط لها خصائص وميزات الأبجدية. إلا أن عدم فك رموزها يمنع العلماء من تثبيت هذا الظن باليقين. وأقدم الدلائل عن هذه الكتابات ترجع لرسومات حائط وجدت في وسط مصر تعود لعام 1800 ق.م.
تألفت هذه الأبجديات السامية من 30 رمزًا لم تعتمد على الرموز المصرية الصوتية المتعارفة في ذلك الزمن وحسب بل استعملت الرموز الهيلوغريفية التصويرية أيضا. ومن المعتقد، من دون دليل، أنها دعيت بسماء سامية وليس مصرية. فمثلا «بير» بالهيليغريفية (وتعني «منزل» في المصرية) أصبحت في هذه immdyh الأبجدية «بيت» (وتعني «منزل» في السامية. وبسبب عدم فك طلاسم هذه الرموز، لا يمكن الجزم ان كانت تمثل أحرفا صوتية أو رموزا تصويرية لكلمات أو عبارات.

### أحفاد الأبجدية الآرامية

رسم بياني يوضح تفاصيل أصل أربعة أبجديات من الأبجدية الفينيقية، من اليسار إلى اليمين اللاتينية، اليونانية، الفينيقية الأصلية، العبرية، العربية.

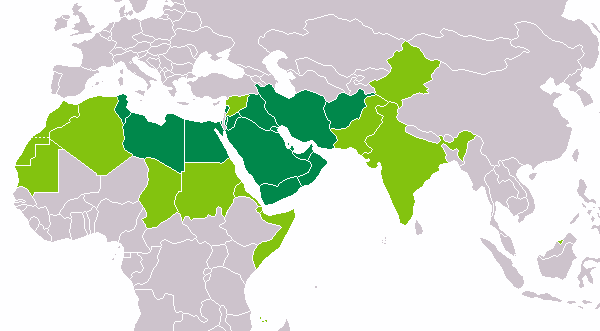
التوزيع العالمي للأبجدية العربية. تُظهر المساحات الخضراء الداكنة البلدان التي تكون فيها هذه الأبجدية هي الأبجدية الرئيسية الوحيدة. يُظهر اللون الأخضر الفاتح البلدان التي تتعايش فيها الأبجدية مع الأبجديات الأخرى.

الأبجديات الفينيقية والآرامية، مثل النموذج المصري الأولي، تمثل الحروف الساكنة فقط، وهو نظام يسمى أبجد. يبدو أن الأبجدية الآرامية، التي تطورت من الفينيقية في القرن السابع قبل الميلاد، لتصبح الكتابة الرسمية للإمبراطورية الفارسية، هي سلف جميع الأبجديات الحديثة في آسيا تقريبًا:
- بدأت الأبجدية العبرية الحديثة كنوع محلي من الإمبراطورية الآرامية. (احتفظ

السامريون بالأبجدية العبرية الأصلية.)
- تنحدر الأبجدية العربية من الآرامية عبر الأبجدية النبطية لما هو الآن جنوب الأردن.
- تطورت الأبجدية السريانية المستخدمة بعد القرن الثالث الميلادي، من خلال الأبجدية البهلوية والأبجدية الصغديانية، إلى أبجديات شمال آسيا مثل الأبجدية التركية القديمة (على الأرجح)، الأبجدية الأويغورية القديمة، أنظمة الكتابة المنغولية، وأبجدية المانشو.
- الأبجديات الجورجية من أصل غير مؤكد، لكن يبدو أنها جزء من العائلة الفارسية الآرامية (أو ربما اليونانية).[15]

## الأبجديات مع حروف العلة

### الأبجدية اليونانية
تبني

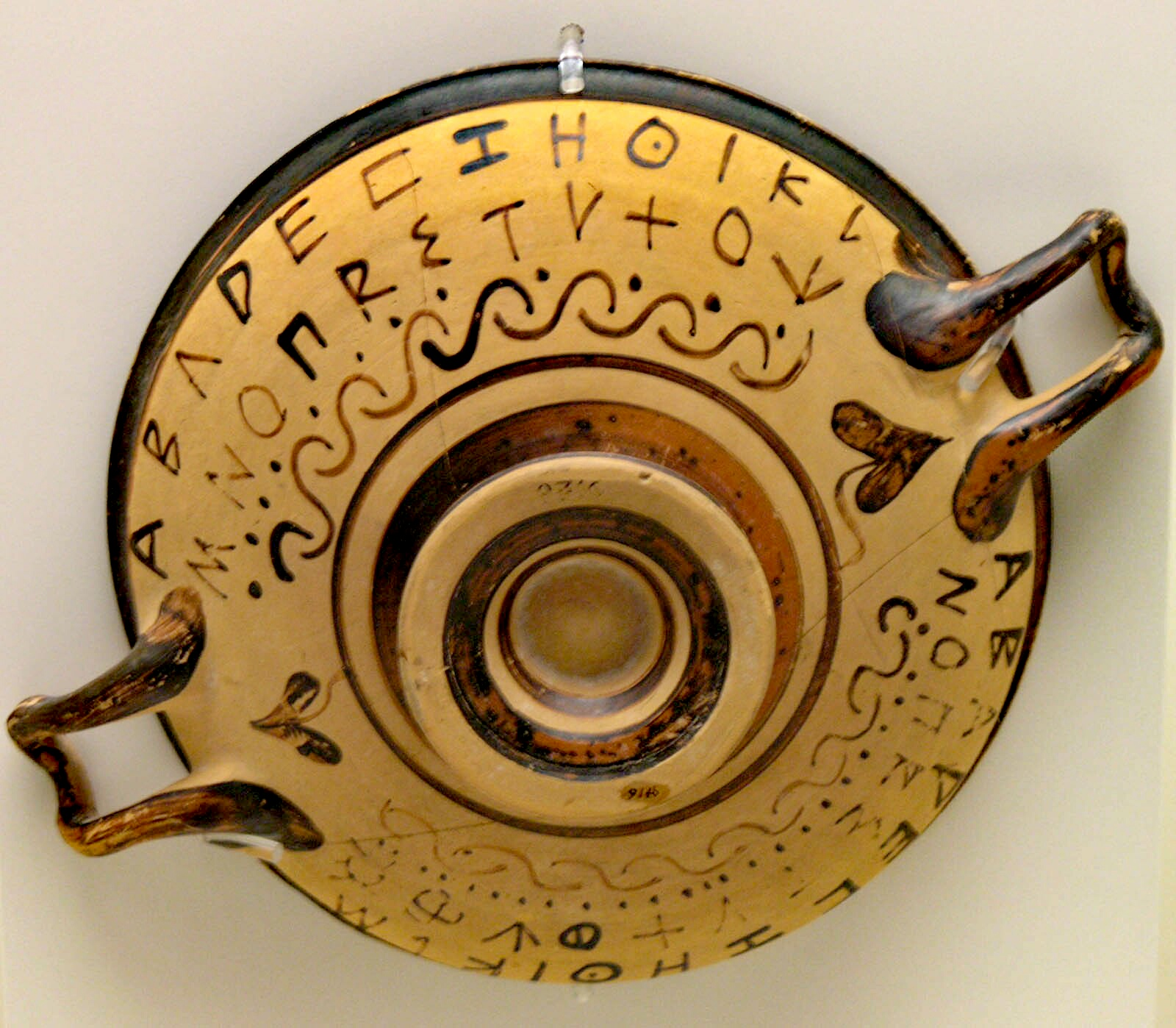
الأبجدية اليونانية على سفينة قديمة الشكل سوداء. هناك حرف مزدوج ولكن لا ksi أو أوميغا. يفتقد الحرف فاي حدًا ويشبه أوميكرون Ο، لكنه ممتلئ على الجانب السفلي من الوعاء.

بحلول القرن الثامن قبل الميلاد على الأقل، اقترض الإغريق الأبجدية الفينيقية وقاموا بتكييفها مع لغتهم، وخلقوا في هذه العملية أول أبجدية «حقيقية»، حيث تم منح حروف العلة مكانة متساوية مع الحروف الساكنة. وفقًا للأساطير اليونانية التي نقلها هيرودوت، تم جلب الأبجدية من فينيقيا إلى اليونان بواسطة
قدموس. إن حروف الأبجدية اليونانية هي نفسها تلك الموجودة في الأبجدية الفينيقية، وكلا الأبجدية مرتبة في نفس الترتيب. ومع ذلك، في حين أن الأحرف المنفصلة لأحرف العلة قد أعاقت بالفعل إمكانية قراءة المصرية أو الفينيقية أو العبرية، فإن غيابها كان مشكلة بالنسبة للغة اليونانية، حيث لعبت أحرف العلة دورًا أكثر أهمية. استخدم الإغريق بعض الأحرف الفينيقية التي تمثل الحروف الساكنة التي لم تُستخدم في الكلام اليوناني لحروف العلة. بدأت جميع أسماء الحروف الأبجدية الفينيقية بالحروف الساكنة، وكانت هذه الحروف الساكنة هي ما تمثله الأحرف، وهو ما يسمى بالمبدأ الصوتي.

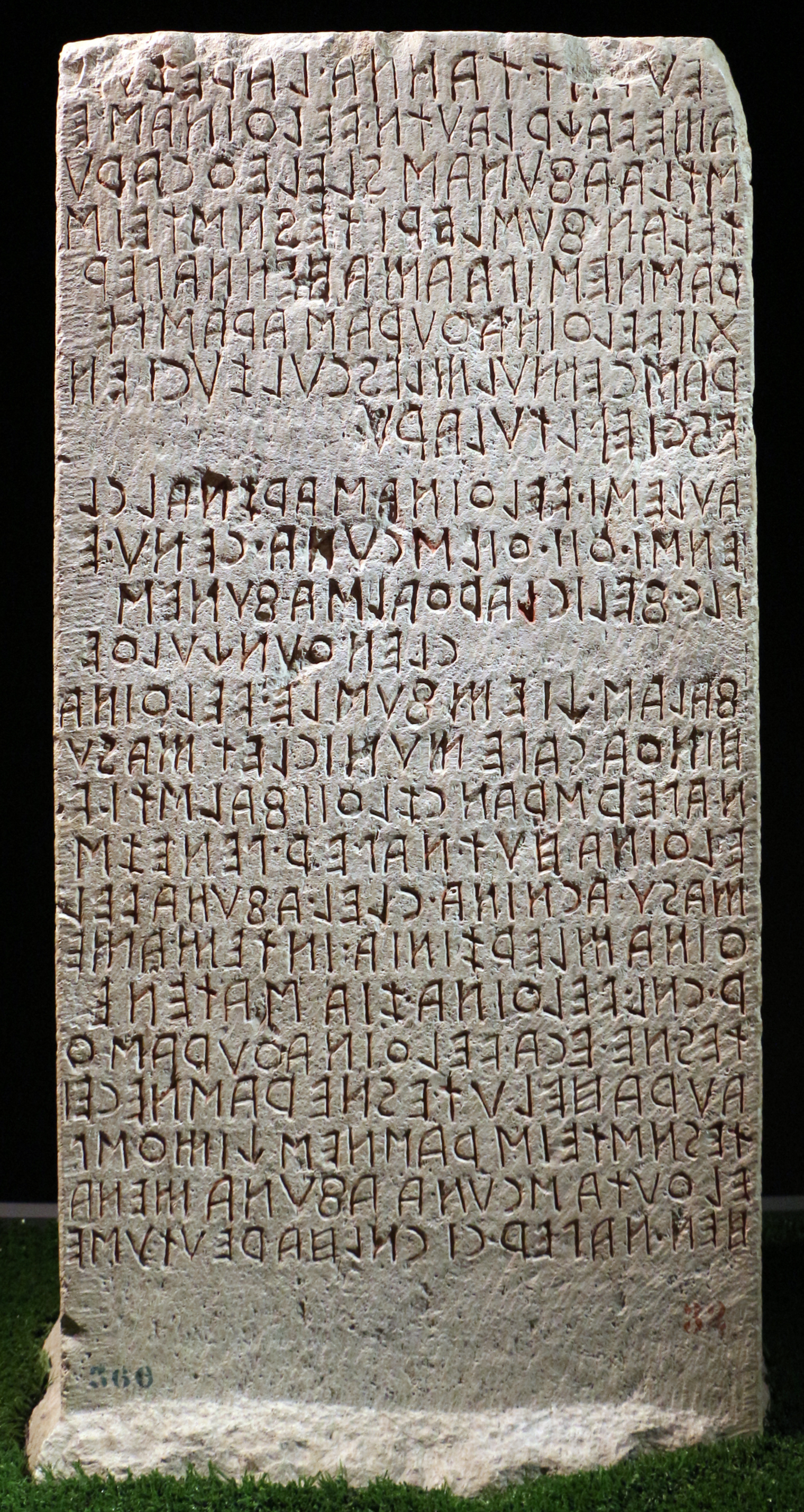
الكتابة الأترورية، بداية الكتابة بالأبجدية اللاتينية.

ومع ذلك، فإن العديد من الحروف الساكنة الفينيقية كانت غائبة في اليونانية، وبالتالي ظهرت العديد من أسماء الحروف مع أحرف العلة الأولية. منذ أن كان من المتوقع أن يكون بداية اسم الحرف هو صوت الحرف (مبدأ الصوت)، في اليونانية، تم استخدام هذه الأحرف في حروف العلة. على سبيل المثال، لم يكن لدى اليونانيين أي توقف جلدي أو أصوات بلعومية، لذا فإن الحروف الفينيقية alep و`ayin أصبحت ألفا وo (أعيدت تسميتها لاحقًا بـ o micron)، وكانت ترمز إلى أحرف العلة / a / و/ o / بدلاً من الحرفين الحروف الساكنة / ʔ / و/ /. نظرًا لأن هذا التطور المحظوظ قدم فقط خمسة أو ستة (اعتمادًا على اللهجة) من اثني عشر حرفًا متحركًا يونانيًا، فقد أنشأ الإغريق في النهاية حرف مزدوج وتعديلات أخرى، مثل ei وou وo (التي أصبحت أوميغا)، أو في بعض الحالات تم تجاهلها ببساطة النقص، كما في long a، i، u.
تطورت عدة أنواع من الأبجدية اليونانية. تم استخدام أحدهما، المعروف باسم اليونانية الغربية أو الخالكيدية، غرب أثينا وجنوب إيطاليا. تم استخدام الشكل الآخر، المعروف باليونانية الشرقية، في آسيا الصغرى (تسمى أيضًا اليونان الآسيوية، أي تركيا الحالية بحر إيجة). تبنى الأثينيون (حوالي 400 قبل الميلاد) هذا الاختلاف الأخير وفي النهاية تبعه بقية العالم الناطق باليونانية. بعد الكتابة الأولى من اليمين إلى اليسار، اختار الإغريق في النهاية الكتابة من اليسار إلى اليمين، على عكس الفينيقيين الذين كتبوا من اليمين إلى اليسار. تتشابه العديد من الأحرف اليونانية مع الفينيقية، باستثناء أن اتجاه الحرف معكوس أو متغير، والذي يمكن أن يكون نتيجة للتغييرات التاريخية من الكتابة من اليمين إلى اليسار إلى الكتابة من اليسار إلى اليمين.
أحفاد

التوزيع العالمي للأبجدية السيريلية. تُظهر المساحات الخضراء الداكنة البلدان التي تكون فيها هذه الأبجدية هي الأبجدية الرئيسية الوحيدة. يُظهر اللون الأخضر الفاتح البلدان التي تتعايش فيها الأبجدية مع النصوص الأخرى.

اليونانية هي بدورها مصدر جميع الأبجديات الحديثة في أوروبا. أدت الأبجدية في اللهجات اليونانية الغربية المبكرة، حيث بقي الحرف إتا إلى / h /، إلى ظهور الأبجدية الإيطالقية القديمة التي تطورت بدورها إلى الأبجدية الرومانية القديمة. في اللهجات اليونانية الشرقية، التي لم يكن بها حرف / h /، وقف إتا على حرف متحرك، وتبقى حرفًا متحركًا في اليونانية الحديثة وجميع الأبجديات الأخرى المشتقة من المتغيرات الشرقية: الغلاغوليتسية، السيريلية، الأرمينية، القوطية (التي استخدمت كلا من اليونانية والرسائل الرومانية) وربما الجورجية.

## الأبجدية اللاتينية

### الانتقال إلى الإغريقية
بحلول القرن الثامن قبل الميلاد، استعار الإغريق الأحرف الفينيقية في كتاباتهم. وكانت الأحرف الإغريقية هي نفس الأحرف الفينيقية وحتى ترتيب الأحرف كان نفسه. إلا أن غياب حروف العلة قد جعل من الصعب بمكان كتابة كل الكلمات المستعملة. لذلك، حول الإغريق بعض الأحرف الفينيقية الفنيقية التي لا يلفظوها إلى أحرف علة لتحريك الكلمات. فمثلا، لم يستطع الإغريق لفظ الأحرق الحلقية مثل الهمزة (وبالفينيقية سميت ألف) لذلك حولوا رمز الهمزة إلى حرف علة وسموه «الفا» ليستعمل كحرف علة. وبهذه الطريقة، استطاع الإغريق كتابة ستة من احرف علتهم ال 12 مستعملين حروفا فينيقية. ولتعويض بقية أحرف العلة، دمجوا حرفين معا ليشكلا حرف علة واحد مثلا، دمجوا الـ O مع _ ليخلقوا حرف O الذي أصبح Ω (أوميغا) الحالية. وفي بعض الحالات، فقد أهملوا بعض لفظاتهم (مثل الألف الممدودة) ونشأت مع مرور الوقت الأبجدية الأغريقية المختلفة كل الاختلاف عن الأبجدية الفينيقية.
ومنها، تطورت العديد من الأبجديات مثل أبجدية الإغريق الغربية وعرفت بلغة الكوماي واستعملت بغرب أثينا وجنوب إيطاليا. وأخرى سيميت بالاغريقية الشرقية وهي الأحرف المستعملة في المناطق الشرقية (أي تركية الحالية) وشرقي اثينا. والأبجدية الثانية هي التي تطورت إلى الابجديات الغربية الحالية. في البداية، كتب الإغريق من اليمين إلى اليسار مثل الفينيقيو الا انهم تحولوا إلى الكتابة من اليسار إلى اليمين.

### أبجديات من أصول إغريقية
الإغريقية أساس كل أبجديات أوروبا. فالأبجدية الإغريقية الغربية ولدت الأبجدية الإيطالكية القديمة والتي حافظ على حرف الأيتا كمرادف لحرف الـ«هـ». كما ولدت الأبجدية الرومانية. إما اللهجات الإغريقية الغربية فاستعملت حرف الأيتا كحرف علة وهذا ما يزال مستعملا في كل الأبجديات من أصل اغريقي شرقي مثل أبجدية غلاغوليتسا، أبجدية سريلية، أبجدية ارمنية، والأبجدية الغوثية وعلى الأرحج الجورجية.
والجدير ذكره ان الوصف السابق هو تبسيط عملي لمراحل التطور. وفي الحقيقة، فإن عملية التطور تأثرت بأكثر من عامل واحد.

## تطور الأبجدية الرومانية
وفي الألفية الأولى، عاشت في شبه الجزيرة الإيطاليا قبيلة عرفت باللاتين ثم أصبحت تعرف بالرومان. وتعلم اللاتين اساليب الكتابة من الإتروسكان في القرن الخامس. لكنهم أهملو استعمال أربعة رموز من الأبجدية الإغريقية الغربية وأضافوا بعض الحروف من الإتروسكانية مثل ال S وال F. وبهذا التزاوج دخلت الأحرف التالية، G، J، U، W، Z وY.
وبهذه الأبجدية أصبح هناك ثلاثة أحرف للفظ صوت الـ«ك» وهي C وK وQ. بينما الـ C تستعمل للفظ ال G. اخترع الرمان حرف ال G ووضعوه بين ال F وال H لسبب غير معروف. وبعد عدة قرون من فتوحات الإسكندر المقدوني، بدء الرومان باستعمال الكلمات الإغريقية مما دفعهم لتعديل أحرفهم للفظ الكلمات الجديدة فأدخلوا الأحرف Y وZ وأضافوهم إلى آخر لائحة أبجديتهم.
وفي القرن السادس، وبعد نشر المسيحية في بريطانيا بواسطة أغسطين الكانتبري، بدء الأنجلوسكسونيون باستعمال الأحرف الرومانية. وبسبب التشابك بين الأحرف، استعملوا حرفي U للفظ صوت الـ «و». ومع الوقت، تحولت ال UU إلى VV وانتجت حرف الW. ثم استعملوا الاستدارة للتفرقة بين حرف العلة U والحرف الساكن V. وظهرت ال J كتحويل لل I بإضافة ذيل لها. بالقرن الخامس عشر استعملت ال I كحرف علة وال J كحرف ساكن.

## أسماء الأحرف وترتيبها
ترتيب الأحرف يعود إلى للأغارتيين السورية من أيام القرن الرابع عشر ما قبل الميلاد. ففي لوائحهم وجد 30 رمز مسماري مكتوبين بترتيبيت أبجديين (أبجدية اوغاريت). واحد بحسب العبرية القديمة والآخر بترتيب الأبجدية الأثيوبية.

## الأبجديات المستقلة
من غير المعلوم عدد أحرف أو ترتيب الأبجدية السامية الأولى. ومن لأبجديات المتحدرة منها نجد أن الأبجدية العربية الجنوبية تتألف على 29 حرفا بترتيب HMĦLQ والأبجدية الفينيقية تتألف من 22 حرفا وبترتيب ABGDE. أما الأحرف الفنيقية فقد حافظت على اسمائها في كل الأبجديات التي انحدرت منها مثل السريانية، الأرامية والعبرية والإغريقية. إلا أن التسمية اختلفت بالعربية واللاتينية. وبقي ترتيب الأحرف نفسه في الأرمنية والغوثية والسيرليكية واختلفت في البراهمية، الرونيكية والعربية التي إعادة ادراج «الأبجدهوز» فيما بعد.

## الأبجديات غير الصورية
ان الأبجدية الوطنية الحديثة والتي لا تمت بصلة للأبجدية الكنعانية هي الكتابة المالديفية إذ أن أحرفها مستمدة من الأرقام العربية والهندية والأبجدية العثمانية للغة الصومالية فهي مبتكرة بالكامل.
أما بين اللغات غير الوطنية، هناك القليل منهم المبتكرين مثل أبجدية زجهيين فهي مستمدة من الرموز الصينية. وأبجدية سانتالي في الهند الشرقية فتعتمد على اشكال تقليدية مثل «خطر» و«نقطة لقاء».
وفي العالم القديم، تألفت لغة الأوغام من علامات تجميعية. وفي فارس القديمة، استعملت أحرف مسمارية صممت خصيصا للنتحت على المناصب.

## أبجديات متحولة بسبب الوسائط
في بعض الأحيان، تكون الوسائط المستعملة سبب في تحول اشكال الكتابة. فأبجدية مورس تألفت لتسهيل التخاطب بالإشارات، كذلك الأعلام البحري والتخاط بالصابع للأصم. وفي عصرنا الحديث، وبسبب انتشار التخاطب بواسطة الكمبيوتر، استعملت بعض الأرقام لتمثل أحرفا عربية غير موجودة في الأبجدية الإنكليزية مثل استعمال الـ 2 للدلالة على «ء» لشبهها بها وكذلك ال 7 للاستدلال على الحرف «ح». فكتابة كلمة «استحلال» بأحرف إنكليزية تكون "2sti7lal". راجع كرشنة.

## مواضيع ذات صلة
أبجدية كنعانية أولية

## وصلات خارجية
- أول أبجدية وجدت في مصر
- الرموز المصرية الأولى